# Wiskitki (village)
Pour les articles homonymes, voir Wiskitki.
Wiskitki (prononciation : [visˈkitki]) est une ville polonaise de la gmina de Wiskitki dans le powiat de Żyrardów de la voïvodie de Mazovie dans le centre-est de la Pologne.
Il est le siège administratif de la gmina appelée gmina de Wiskitki.
Il se situe à environ 5 kilomètres au nord-ouest de Żyrardów (siège de la Powiat) et à 44 kilomètres à l'ouest de Varsovie (capitale de la Pologne).
Le ville possède approximativement une population de 1 420 habitants.

## Histoire
De 1975 à 1998, le village appartenait administrativement à la voïvodie de Skierniewice.